# Promozione Abruzzo 1979-1980
Nella stagione 1979-1980 la Promozione era sesto livello del calcio italiano (il massimo livello regionale). Qui vi sono le statistiche relative al campionato in Abruzzo.

## Stagione
Il campionato è strutturato in vari gironi all'italiana su base regionale, gestiti dai Comitati Regionali di competenza. Promozioni alla categoria superiore e retrocessioni in quella inferiore non erano sempre omogenee; erano quantificate all'inizio del campionato dal Comitato Regionale secondo le direttive stabilite dalla Lega Nazionale Dilettanti, ma flessibili, in relazione al numero delle società retrocesse dal Campionato Interregionale e perciò, a seconda delle varie situazioni regionali, la fine del campionato poteva avere degli spareggi sia di promozione che di retrocessione.
Il Termoli (a richiesta) fu permesso di partecipare ai campionati gestiti dal Comitato Regionale Abruzzese.

## Squadre partecipanti
| Club               | Città                 |
| ------------------ | --------------------- |
| A.S. Angizia       | Luco dei Marsi (AQ)   |
| Pol. Ate Tixa      | Atessa (CH)           |
| A.S. Carsoli       | Carsoli (AQ)          |
| S.S. Chieti Scalo  | Chieti                |
| A.S. Guardiagrele  | Guardiagrele (CH)     |
| S.S. Guardiavomano | Notaresco (TE)        |
| A.S.C. Notaresco   | Notaresco (TE)        |
| G.S. Paganica      | L'Aquila              |
| Pol. Pennese       | Penne (PE)            |
| A.S. Pineto        | Pineto (TE)           |
| A.S. Pro Lido      | Tortoreto Lido (TE)   |
| U.S. San Salvo     | San Salvo (CH)        |
| S.S.C. Silvi       | Silvi (TE)            |
| U.S. Termoli       | Termoli (CB)          |
| S.S. Tirino Bussi  | Bussi sul Tirino (PE) |
| Pol. Val di Sangro | Atessa (CH)           |

### Classifica finale
|  | Pos. | Squadra       | Pt | G  | V | N | P | GF | GS | DR |
|  | ---- | ------------- | -- | -- | - | - | - | -- | -- | -- |
|  | 1.   | San Salvo     | 43 | 30 |   |   |   |    |    |    |
|  | 2.   | Pennese       | 40 | 30 |   |   |   |    |    |    |
|  | 3.   | Termoli       | 36 | 30 |   |   |   |    |    |    |
|  | 4.   | Guardiagrele  | 32 | 30 |   |   |   |    |    |    |
|  | 5.   | Pineto        | 32 | 30 |   |   |   |    |    |    |
|  | 6.   | Pro Lido      | 31 | 30 |   |   |   |    |    |    |
|  | 7.   | Angizia       | 31 | 30 |   |   |   |    |    |    |
|  | 8.   | Val di Sangro | 31 | 30 |   |   |   |    |    |    |
|  | 9.   | Paganica      | 30 | 30 |   |   |   |    |    |    |
|  | 10.  | Tirino Bussi  | 29 | 30 |   |   |   |    |    |    |
|  | 11.  | Silvi         | 28 | 30 |   |   |   |    |    |    |
|  | 12.  | Ate Tixa      | 27 | 30 |   |   |   |    |    |    |
|  | 13.  | Guardiavomano | 27 | 30 |   |   |   |    |    |    |
|  | 14.  | Notaresco     | 25 | 30 |   |   |   |    |    |    |
|  | 15.  | Chieti Scalo  | 20 | 30 |   |   |   |    |    |    |
|  | 16.  | Carsoli       | 18 | 30 |   |   |   |    |    |    |